# Allard Jongman
Allard Jongman (* 1957) ist ein niederländischer Phonetiker.

## Leben
Er erwarb 1980 den B.A., Slawische Sprachen und Literatur, an der Universität Amsterdam, 1982 den M.A., Linguistik, in Amsterdam, 1985 den M.A., Linguistik, an der Brown University und 1986 den Ph.D., Linguistik, an der Brown University. Er ist seit 2005 Professor für Linguistik an der University of Kansas.
Seine Forschungsinteressen sind akustische Phonetik: Zuordnung zwischen akustischen Eigenschaften und sprachlichen Merkmalen über Sprachen hinweg; Sprachwahrnehmung und auditive Worterkennung; Phonetik des Zweitsprachenlernens und experimentelle Psycholinguistik.

## Schriften (Auswahl)
- Naturalness in phonetics. A study of context-dependency. Ann Arbor 1988, OCLC 974156372.
- mit Henning Reetz: Phonetics. Transcription, production, acoustics, and perception. Hoboken 2020, ISBN 978-1-118-71295-5.